# Balinesischer Hinduismus

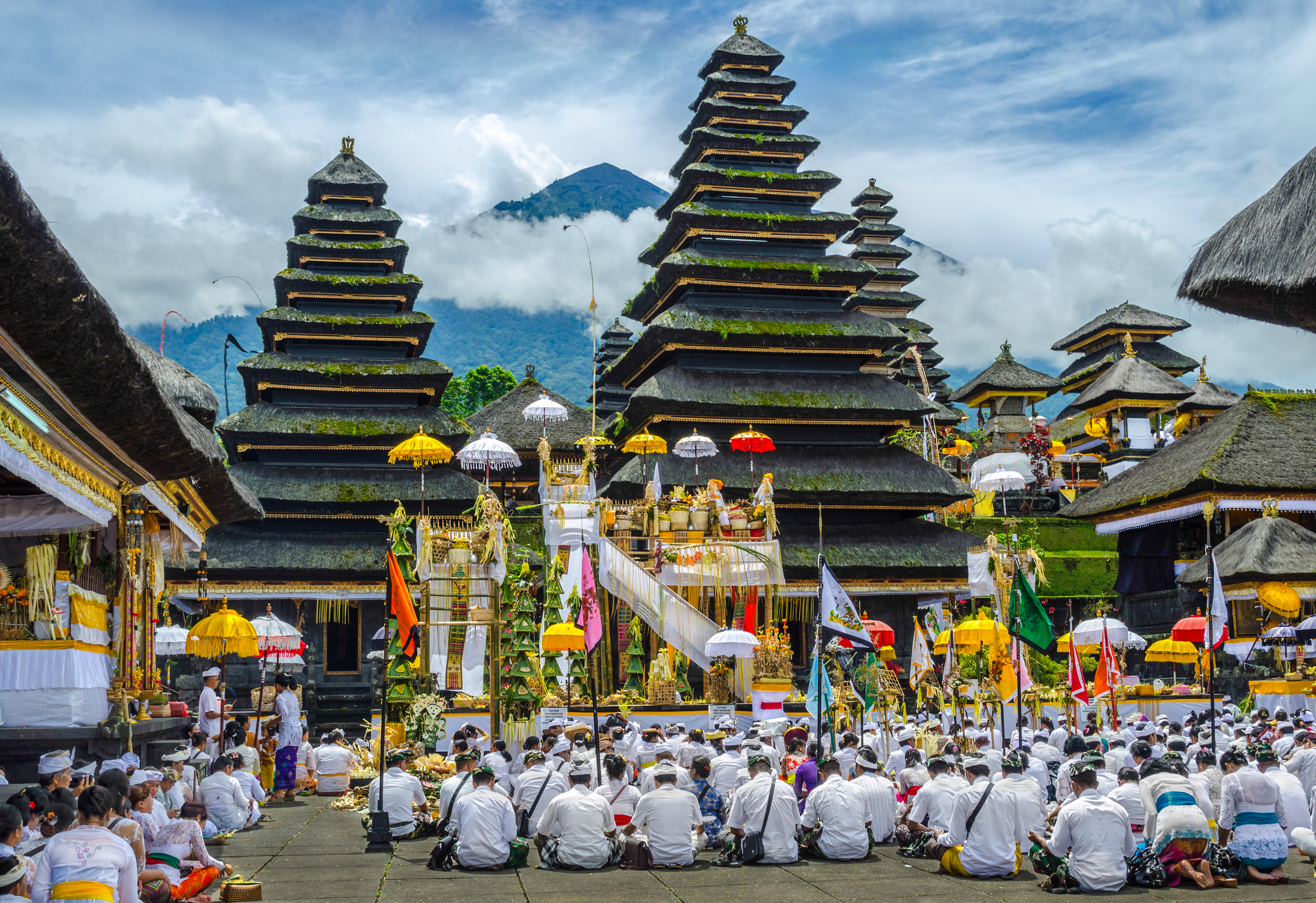
Puja-Zeremonie am Pura Besakih

Der balinesische Hinduismus ist eine Form des Hinduismus, der auf der indonesischen Insel Bali praktiziert wird. Die Bevölkerung Balis ist überwiegend hinduistisch, während Indonesien mehrheitlich muslimisch ist. Der balinesische Hinduismus ist eine Mischung aus lokalen Bräuchen, Animismus, Ahnenkult und hinduistischen Elementen. Er unterscheidet sich vom Hinduismus, der in Indien praktiziert wird. Die offizielle Bezeichnung lautet Agama Hindu Dharma. Er wird auch Agama Tirtha, Agama Air Suci oder Agama Hindu Bali genannt. In der Pancasila wurde festgehalten, dass alle offiziellen Religionen Indonesiens monotheistisch sein müssen. Der balinesische Hinduismus wurde dahingehend angepasst, dass alle Götter Manifestationen des höchsten Wesens Sang Hyang Widhi sind.

## Merkmale

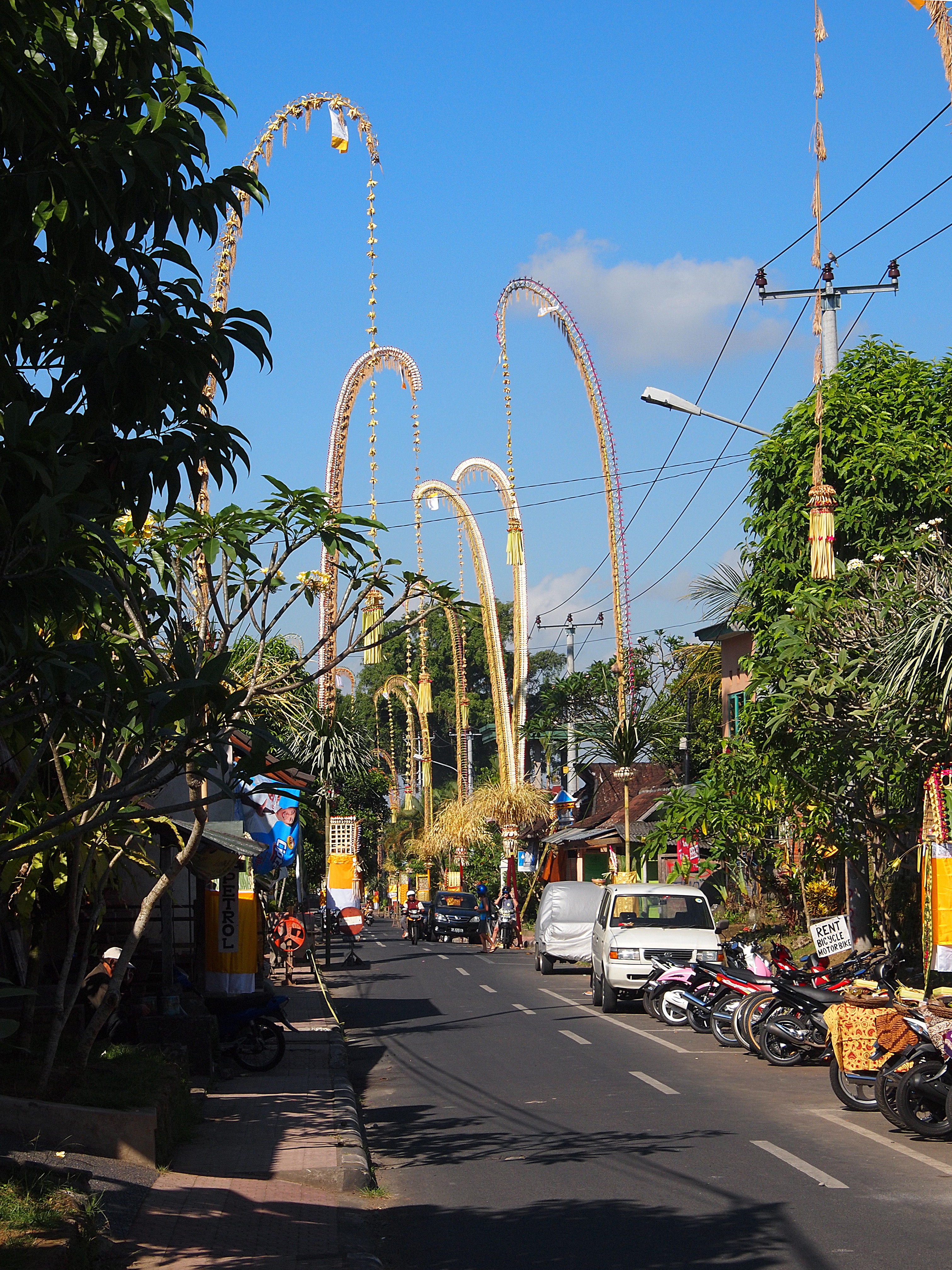
Während Galungan schmücken Penjor die Straßen

Der balinesische Hinduismus vereint Elemente verschiedener religiöser Traditionen (Synkretismus). Neben hinduistischen Göttern und Ritualen sind auch lokale spirituelle Praktiken und Animismus eingebunden. Tempel spielen eine zentrale Rolle im balinesischen Hinduismus. Es gibt viele Tempel auf der Insel, von kleineren Dorftempeln bis hin zu großen Haupttempeln. Pura Besakih ist der „Muttertempel“ aller balinesischer Tempel und liegt an den Hängen des Gunung Agung, der höchsten Erhebung Balis. Rituale und Zeremonien sind ein integraler Bestandteil des religiösen Lebens, und viele Feste wie etwa Galungan werden gefeiert, um die Götter zu ehren. Neben der Verehrung der hinduistischen Götter glauben die Balinesen oft an Geister und Ahnen. Diese Vorstellungen sind mit lokalen Traditionen und Bräuchen verwoben. Der balinesische Hinduismus ist eng mit der landwirtschaftlichen Tradition verbunden. Das Subak-System, das die gemeinschaftliche Wassernutzung und den Reisanbau regelt, hat eine spirituelle Komponente, die mit hinduistischen Prinzipien verbunden ist.

## Götter

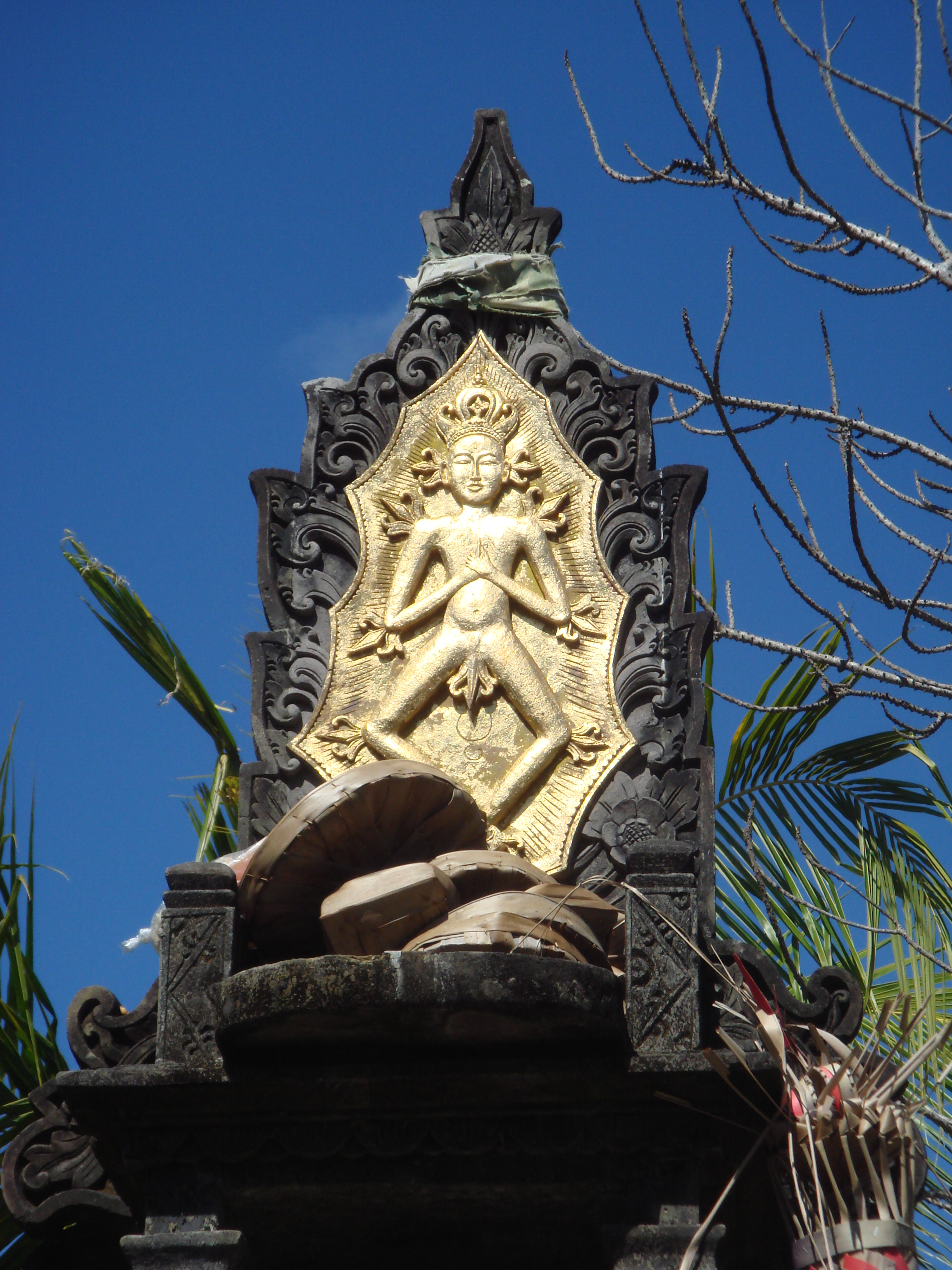
Sang Hyang Widhi

Neben dem einem Gott Sang Hyang Widhi und seinen drei Hauptmanifestationen (Trimurti) Brahma, Vishnu und Shiva existieren im balinesischen Hinduismus eine Vielzahl weiterer Götter. Folgende Götter seien erwähnt:
- Dewi Sri: Göttin der Landwirtschaft und Fruchtbarkeit. Die Verehrung von Dewi Sri steht in engem Zusammenhang mit dem Reisanbau und fast alle Subak-Tempel sind dieser Gottheit geweiht.
- Dewi Danu: Göttin der Seen und des Wassers. Sie wird besonders von den Bewohnern der Berggegend und den Batur- und Bratansee verehrt, da das Seewasser für die Bewässerung der Felder benötigt wird.

Die große Bedeutung von Geistern und Dämonen stammt vermutlich aus vorhinduistischer Zeit. Der König der guten Geister Barong ist der Gegenspieler der bösen Dämonenfürstin Rangda.

## Tempel

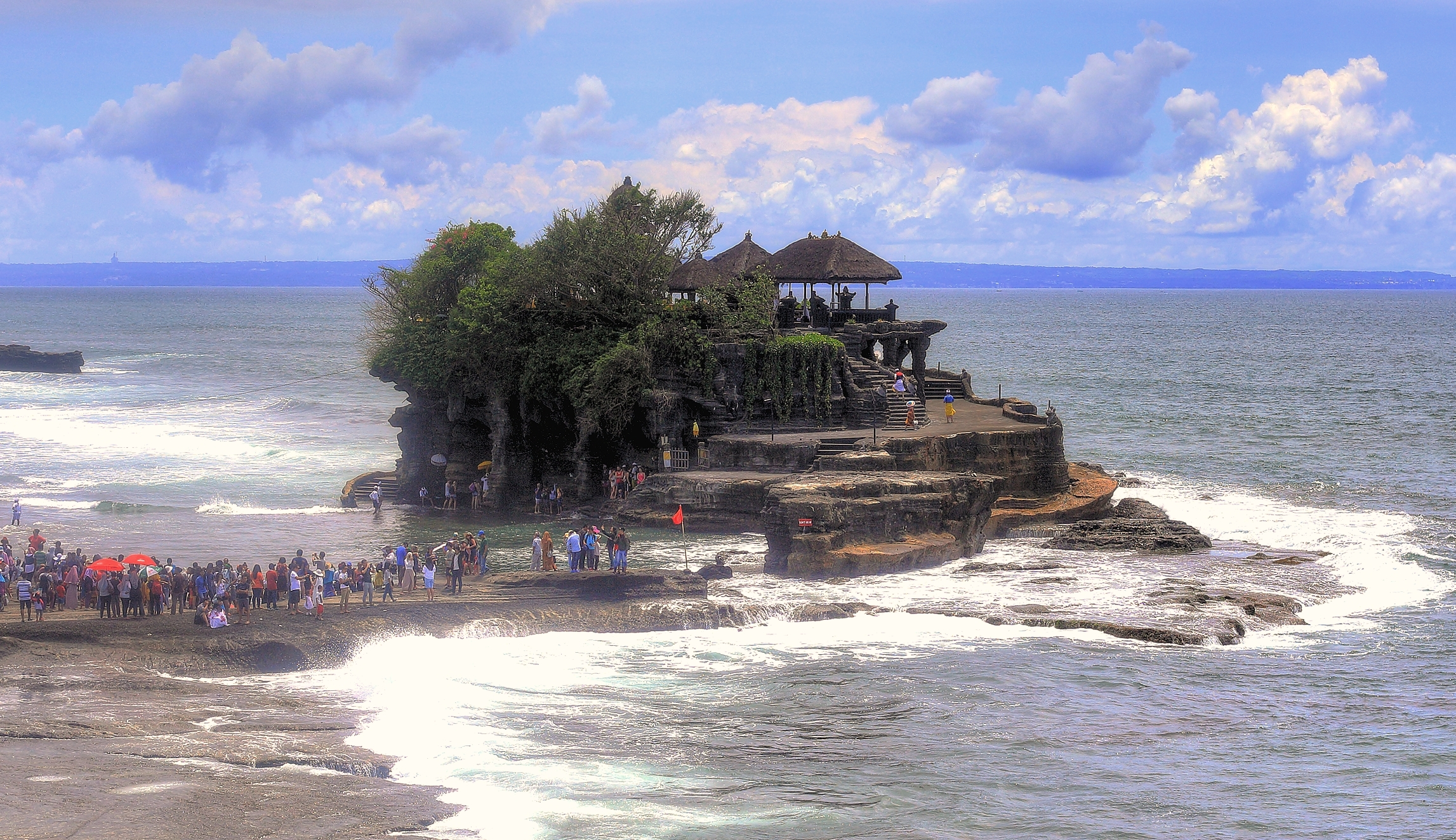
Der Meerestempel Pura Tanah Lot

Tempel sind die Orte des Gottesdienste und der Feste im balinesischen Hinduismus. Sie sind sehr häufig und finden sich fast überall. Tempel gibt es in jedem Haus, auf Plätzen, Märkten, Reisfeldern, Berggipfeln oder Höhlen. Sie sind meist mit aufwändigen Steinmetzarbeiten von Göttern und Dämonen verziert.

### Kahayangan Tiga
Als Kahayangan Tiga werden drei Tempel bezeichnet, die sich in jedem balinesischen Dorf befinden. Sie bilden den Mittelpunkt der Dorfgemeinschaft (Banyar).
- Pura Puseh: Der Ursprungstempel ist Brahma geweiht. Dort werden Ahnen (Bhataras) verehrt.
- Pura Desa: Der Dorftempel ist Vishnu geweiht. Er wird am häufigsten genutzt und ist das Zentrum des gesellschaftlichen und religiösen Lebens auf Bali.
- Pura Dalem: Der Totentempel ist Shiva geweiht und wird bei Beerdigungen und Verbrennungen genutzt.

### Sad Kahayangan
Als Sad Kahyangan werden die sechs heiligsten Tempel auf Bali bezeichnet.
- Pura Besakih in Karangasem, Muttertempel auf Bali
- Pura Lempuyang in Karangasem
- Pura Goa Lawah in Klungkung
- Pura Luhur Batukaru in Tabanan
- Pura Pulaki, zweitgrößter Tempel auf Bali, Singaraja
- Pura Uluwatu, Badung